# Jean Sturm Gymnasium

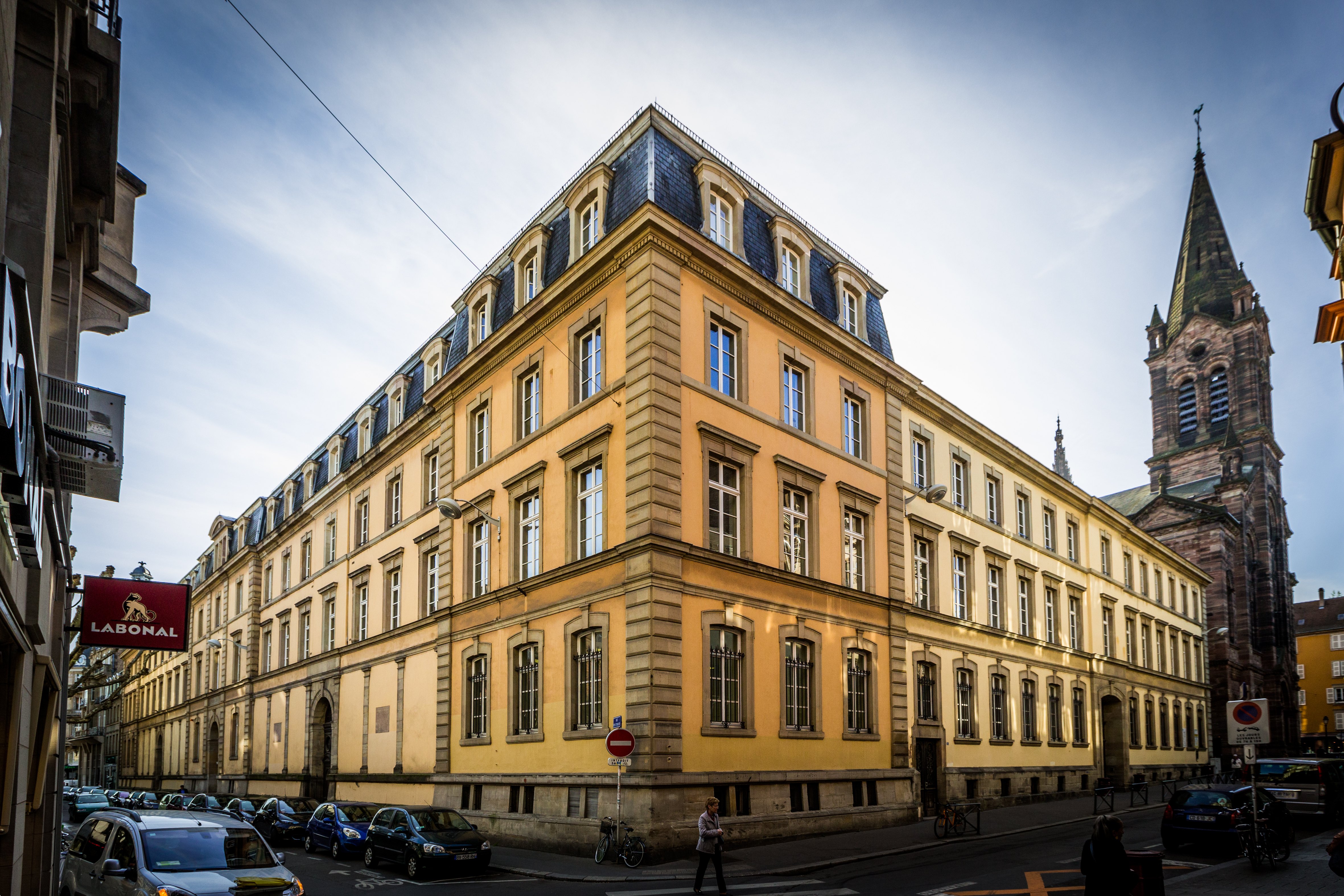
Il Gymnase Jean-Sturm.

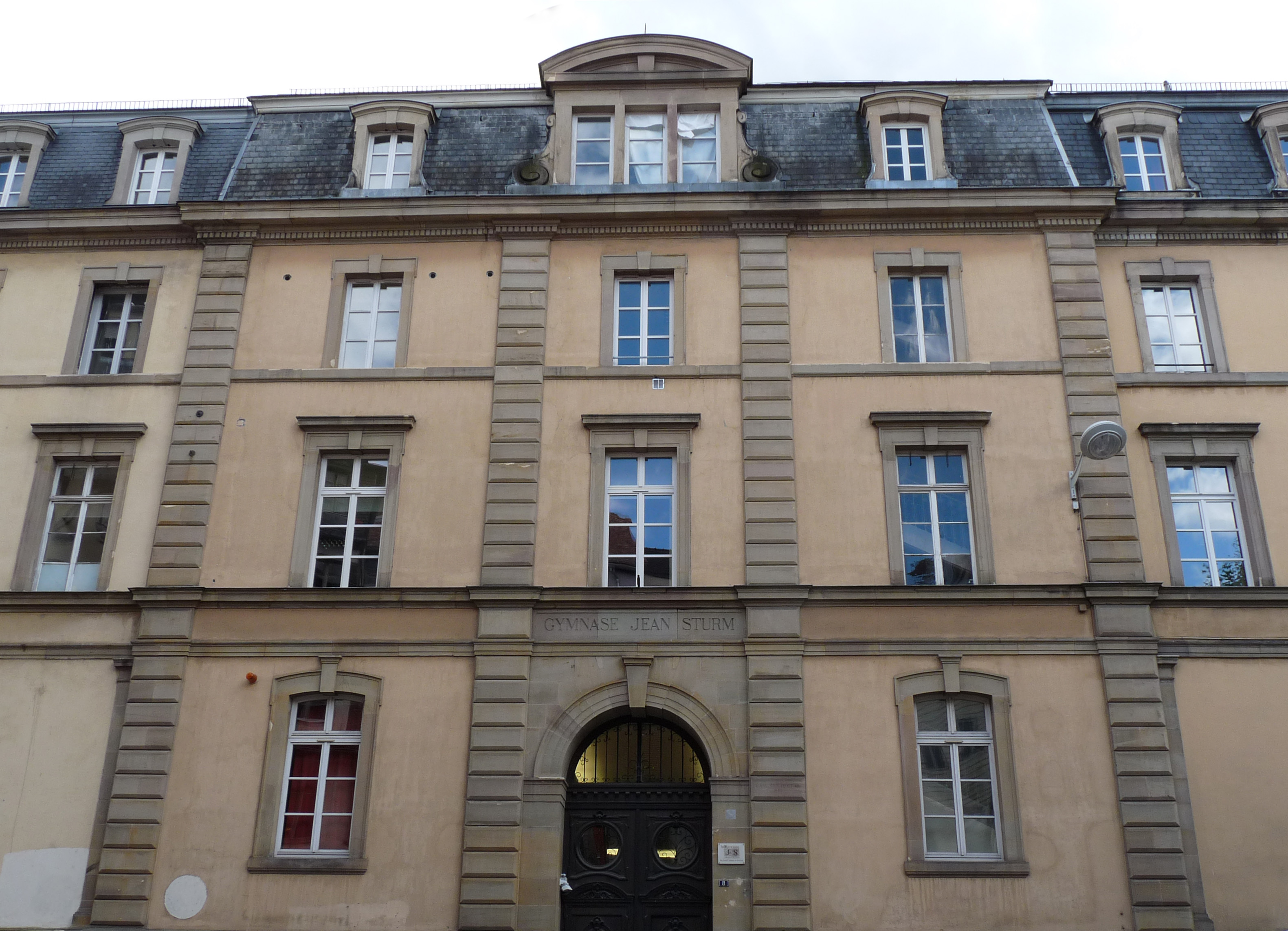
Ingresso principale

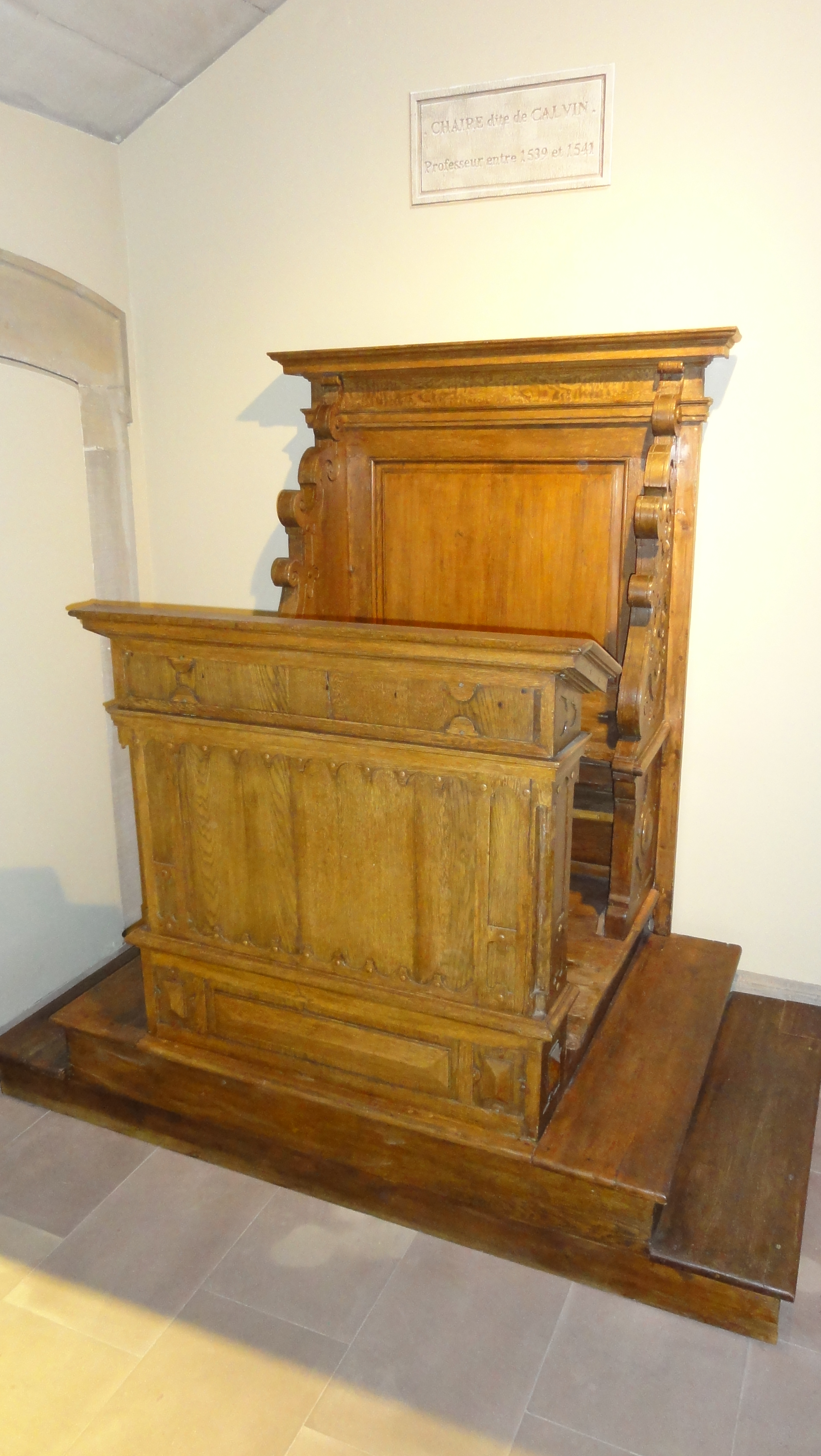
Pulpito di Giovanni Calvino conservato nei locali della scuola

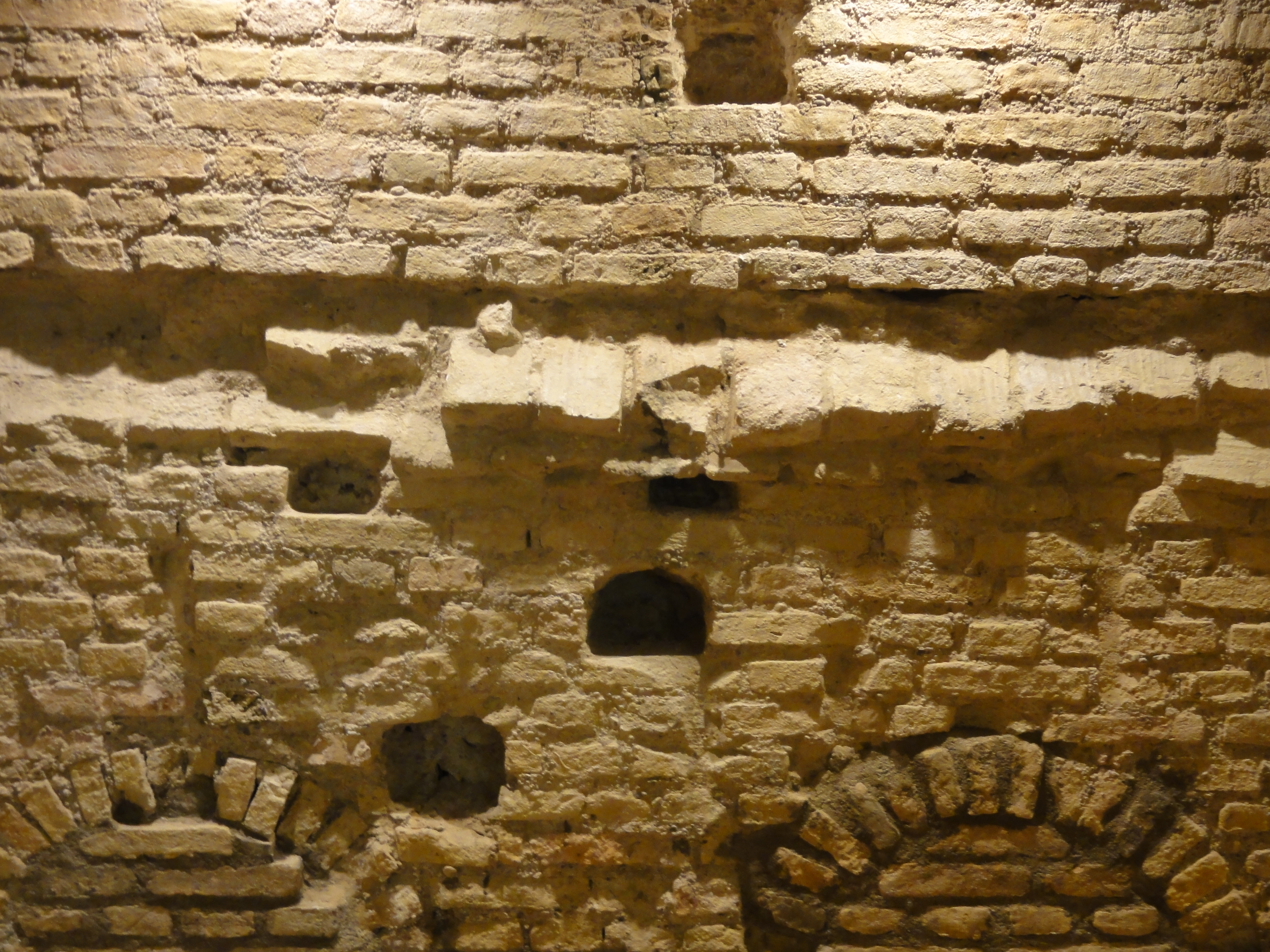
Mura medievali nella cantina

Il Jean Sturm Gymnasium è una scuola privata protestante di Strasburgo, destinata a ragazzi dal terzo anno delle secondarie al baccalaureato.

## Storia
La scuola, che è la progenitrice dell'Università di Strasburgo, venne fondata nel 1538 dall'umanista Johannes Sturm, appena un anno dopo il suo arrivo in città. Nel marzo 1538, il consigliere capo di Strasburgo, il non suo parente Jacob Sturm von Sturmeck, chiese allo Sturm suo omonimo di riorganizzare l'istruzione nella città.

Nel marzo 1538 Jean Sturm pubblicò il suo trattato De literarum ludis recte aperiendis liber per giustificare la creazione di un'unica scuola a Strasburgo.

Il capitolo della chiesa di san Tommaso di Strasburgo venne coinvolto nella creazione della scuola. Jean Sturm fu il primo rettore della scuola. Uno dei membri del capitolo di san Tommaso, Chiesa protestante di Augsburg, Alsazia e Lorena, è ancora responsabile dell'istruzione religiosa della scuola secondo la dottrina protestante. La lingua utilizzata per l'insegnamento, per molti anni, fu quella latina.
La scuola venne fondata nell'edificio attuale, che all'epoca faceva parte del convento dei domenicani dove insegnavano Meister Eckhart e Joannes Tauler. In origine il nome era Schola Argentoratensis, da Argentoratum, l'antico nome latino di Strasburgo. Fin dall'inizio la scuola ha offerto l'insegnamento secondo la nuova tradizione umanistica.

Essa è stata utilizzata come modello per la strutturazione del moderno ginnasio tedesco.
Nel 2005 la scuola è stata fusa con la Lucie-Berger school divenendo Pôle éducatif Jan-Amos-Comenius, consentendo alla scuola di estendere la fascia d'età del suo insegnamento per coprire la scuola materna fino alla maturità, cosa che la rende il più grande istituto di istruzione protestante privata in Francia.